# Julia Ormond

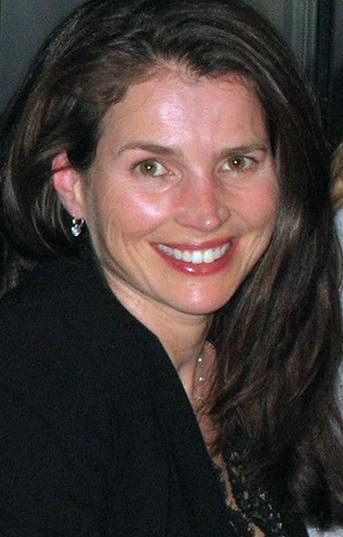
Julia Ormond, 2006

Julia Karin Ormond (* 4. Januar 1965 in Epsom, Surrey, England) ist eine britische Schauspielerin.

## Leben
Sie ist die Tochter von Josephine, einer Laborantin, und John Ormond, einem Börsenmakler. Sie ist das zweitälteste der fünf Kinder ihrer Eltern. Julia Ormond wollte nach der Schule in die Fußstapfen ihrer Großeltern treten, die Künstler waren, und besuchte eine Kunstschule. Sie beendete die Ausbildung jedoch nicht, sondern wechselte an die Webber Douglas Academy of Dramatic Art, die sie 1988 abschloss.
Ihre Filmkarriere begann 1989 mit der britischen Miniserie Traffik, welche Steven Soderbergh später als Grundlage für den Kinofilm Traffic – Macht des Kartells diente. Zwei Jahre später erhielt sie die Hauptrolle in der internationalen Fernsehproduktion Die junge Katharina. Hier stellte Ormond die junge Katharina die Große dar und erhielt dafür eine Nominierung für den Gemini Award.
Ihre erste Kinorolle übernahm sie in Peter Greenaways umstrittenem Film Das Wunder von Mâcon. Den Durchbruch erzielte sie neben Brad Pitt in Legenden der Leidenschaft, es folgten Der 1. Ritter und Sabrina.
Ihre dramatischen Fähigkeiten zeigte sie in der Hauptrolle als Smilla Jaspersen in Fräulein Smillas Gespür für Schnee, der Verfilmung des Bestsellers von Peter Høeg. Sie drehte mit weiteren bedeutenden Regisseuren, so den Der Barbier von Sibirien, ein russisches Epos von Nikita Michalkow, sowie Inland Empire, gedreht von David Lynch. Che – Revolución war der erste Teil des lange angekündigten Hollywood-Films über das Leben Che Guevaras, für den Soderbergh verantwortlich zeichnete. 2010 erhielt Ormond für ihre Nebenrolle der Eustacia in der Fernsehproduktion Du gehst nicht allein einen Emmy.
Im August 2012 erhielt sie ihre erste Serienhauptrolle als Joanna Beauchamp in der Mystery-Serie Witches of East End, die von Oktober 2013 bis Oktober 2014 vom US-Sender Lifetime ausgestrahlt wurde.
Neben den Filmen behielt Julia Ormond ihr Interesse an der Theaterarbeit.
In erster Ehe war sie mit dem Schauspieler Rory Edwards verheiratet. Von 1999 bis 2008 war sie dann mit Jon Rubin verheiratet, mit ihm hat sie eine gemeinsame Tochter (* 2004).

## Filmografie (Auswahl)
- 1989: Traffik (Fernsehserie)
- 1991: Die junge Katharina (Young Catherine)
- 1992: Stalin
- 1993: Das Wunder von Mâcon (The Baby of Mâcon)
- 1994: Nostradamus
- 1994: Legenden der Leidenschaft (Legends of the Fall)
- 1994: Captives – Gefangen (Captives)
- 1995: Der 1. Ritter (First Knight)
- 1995: Sabrina
- 1997: Fräulein Smillas Gespür für Schnee (Smilla’s Sense of Snow)
- 1998: Der Barbier von Sibirien
- 2001: Varian’s War – Ein vergessener Held (Varian’s War)
- 2003: Resistance
- 2004: Alice Paul – Der Weg ins Licht (Iron Jawed Angels)
- 2006: Inland Empire
- 2007: Ich weiß, wer mich getötet hat (I Know Who Killed Me)
- 2008: Che – Revolución (Che: Part One)
- 2008: Unter Kontrolle (Surveillance)
- 2008: Kit Kittredge: An American Girl
- 2008: Der seltsame Fall des Benjamin Button (The Curious Case of Benjamin Button)
- 2008–2009: CSI: NY (Fernsehserie, 3 Folgen)
- 2010: Unschuldig hinter Gittern (The Wronged Man)
- 2010: Du gehst nicht allein (Temple Grandin, Fernsehfilm)
- 2011: The Music Never Stopped
- 2011: Criminal Intent – Verbrechen im Visier (Law & Order: Criminal Intent, Fernsehserie, 7 Folgen)
- 2011: My Week with Marilyn
- 2012: Chained
- 2012–2013; 2015: Mad Men (Fernsehserie, 5 Folgen)
- 2013: The East
- 2013: Exploding Sun – Wenn die Sonne explodiert (Exploding Sun, Fernsehzweiteiler)
- 2013–2014: Witches of East End (Fernsehserie, 23 Folgen)
- 2016–2017: Incorporated (Fernsehserie, 10 Folgen)
- 2017: Rememory
- 2017: Howards End (Miniserie)
- 2018: Forever (Fernsehserie, 2 Folgen)
- 2018: Ladies in Black
- 2019: Gold Digger (Fernsehserie, 6 Folgen)
- 2020: Son of the South
- 2020: Reunion
- 2020–2021: The Walking Dead: World Beyond
- 2023:Home Education
- 2024: Here's Yianni!

## Auszeichnungen
- 1991 	Young Catherine
  - Nominiert—Gemini Award als beste Darstellerin (Fernsehen)
- 2002 	Varian's War 	
  - Satellite Award als beste Nebendarstellerin (Fernsehen)
- 2007 	I Know Who Killed Me
  - Nominiert—Goldene Himbeere für die schlechteste Nebendarstellerin
- 2008 	The Curious Case of Benjamin Button
  - Nominiert—Broadcast Film Critics Association Award für das beste Ensemble
  - Nominiert—Screen Actors Guild Award für das beste Ensemble
- 2010 Temple Grandin
  - Primetime Emmy Award als beste Nebendarstellerin (Fernsehen)
  - Nominiert—Screen Actors Guild Award als beste Darstellerin (Fernsehen)